# 캘리컷 국제공항
캘리컷 국제공항(영어: Calicut International Airport, 말라얄람어: കോഴിക്കോട് അന്താരാഷ്ട്ര വിമാനത്താവളം, IATA: CCJ, ICAO: VOCL)은 인도 케랄라주 카리푸르에 위치한 공항이다. 1988년 4월 13일 개항하였다.

## 운항 노선

### 국내선
| 항공사      | 목적지             |
| ----------- | ------------------ |
| 인디고 항공 | 벵갈루루, 첸나이   |
| 에어 인디아 | 뭄바이, 카널, 델리 |

### 국제선
| 항공사        | 목적지                 |
| ------------- | ---------------------- |
| 스파이스 제트 | 제다, 두바이, 무스카트 |
| 인디고 항공   | 샤르자                 |
| 걸프 에어     | 바레인                 |
| 에어 아라비아 | 샤르자                 |
| 플라이 두바이 | 두바이                 |
| 오만 항공     | 무스카트               |
| 사우디아      | 제다                   |

## 같이 보기
- 코친 국제공항